# Acquafredda
Acquafredda is een gemeente in de Italiaanse provincie Brescia (regio Lombardije) en telt 1500 inwoners (31-12-2004). De oppervlakte bedraagt 9,3 km², de bevolkingsdichtheid is 157 inwoners per km².

## Demografie
Acquafredda telt ongeveer 593 huishoudens. Het aantal inwoners steeg in de periode 1991-2001 met 15,3% volgens cijfers uit de tienjaarlijkse volkstellingen van ISTAT.

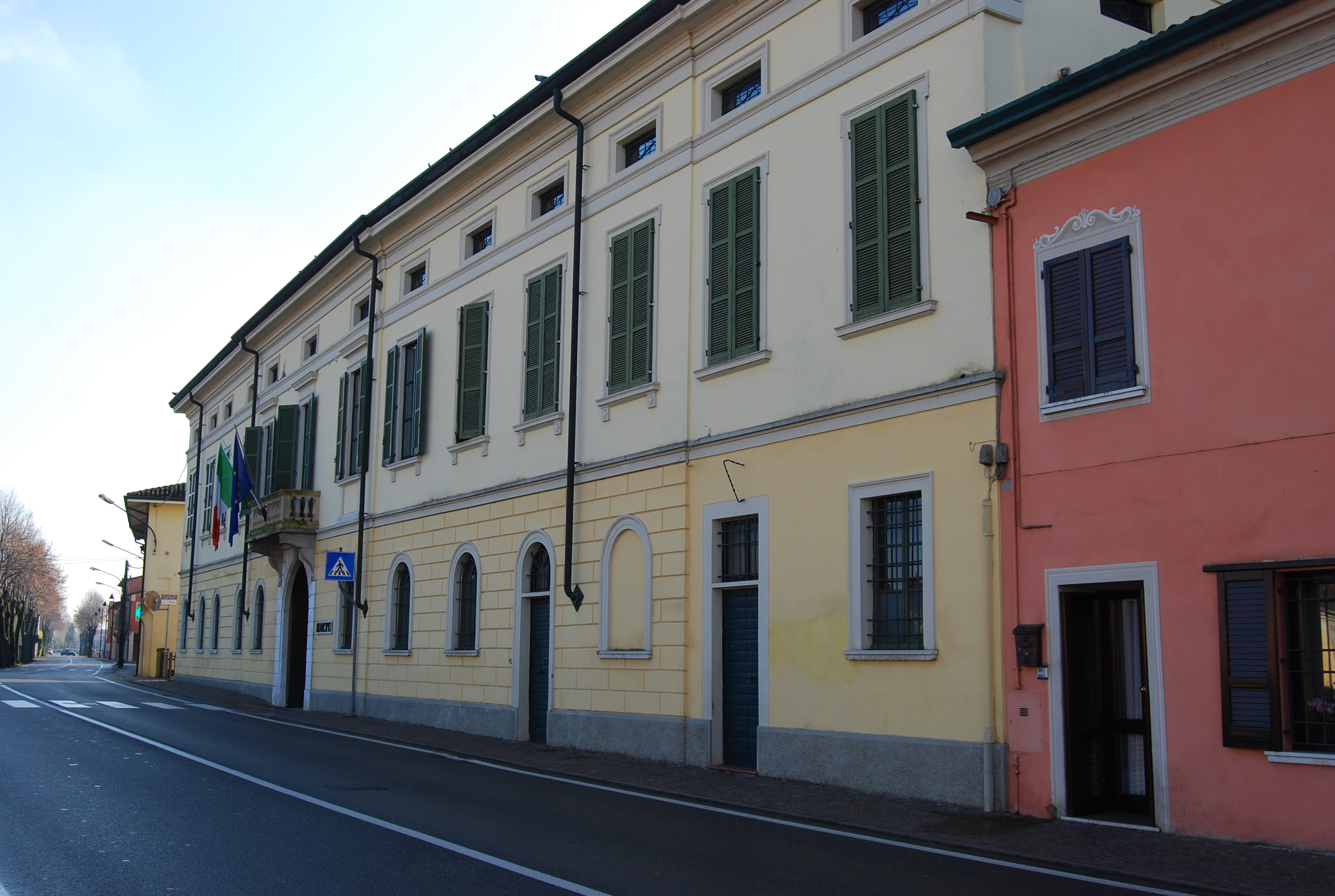
Acquafredda

| Jaar | Inwoneraantal |
| ---- | ------------- |
| 1991 | 1222          |
| 2001 | 1409          |

## Geografie
De gemeente ligt op ongeveer 55 m boven zeeniveau.
Acquafredda grenst aan de volgende gemeenten: Calvisano, Carpenedolo, Casalmoro (MN), Castel Goffredo (MN), Remedello, Visano.